# Carl Vath
Carl Hermann Vath (* 12. Oktober 1909 in Niederlahnstein; † 18. August 1974 in Much-Kranüchel) war ein deutscher Kaufmann und römisch-katholischer Prälat. 

## Leben
Nach dem Besuch des Gymnasiums in Oberlahnstein und Koblenz absolvierte Vath eine kaufmännische Ausbildung in New York. Er war als Großkaufmann in China, vor allem in Shanghai, tätig. 
Im Alter von 39 Jahren trat er in ein katholisches Priesterseminar ein, studierte Philosophie sowie Theologie und empfing 1952 die Priesterweihe. Nach seiner Ordination lebte er in Hongkong und war für das dortige Catholic Centre tätig. Er war Herausgeber der beiden kirchlichen Zeitungen Kung Kao Po und The Sunday Examiner. 1959 war er erster Seelsorger der Deutschsprachigen Katholischen Gemeinde Hong Kong. Er gründete die Caritas Hong Kong und war deren erster Direktor. Er veranlasste den Bau von Schulen, Krankenhäusern, Kindergärten, Altenheimen, Flüchtlingswohnungen und Lehrwerkstätten. 
1971 wurde er Nachfolger von Jean Rodhain als Präsident von Caritas Internationalis mit Sitz in Rom.

## Ehrungen und Auszeichnungen
- 1960 – Bundesverdienstkreuz des Verdienstordens der Bundesrepublik Deutschland
- 1961 – Monsignore, später Päpstlicher Hausprälat durch Papst Johannes XXIII.
- 1965 – Investitur in den Ritterorden vom Heiligen Grab zu Jerusalem in Rom durch Kardinal-Großmeister Eugène Tisserant
- 1967 – Ernennung zum Apostolischen Protonotar durch Papst Paul VI.